# Vietmannsdorf
Vietmannsdorf è una frazione del città tedesca di Templin, nel Brandeburgo.

## Storia
Nel 2003 il comune di Vietmannsdorf venne soppresso e aggregato alla città di Templin.

## Geografia antropica
Alla frazione di Vietmannsdorf appartiene la località di Dargersdorf.